# Vladimir Melanine
Vladimir Mikhaïlovitch Melanine (en russe : Владимир Михайлович Меланьин ; né le 1er décembre 1934 et mort le 10 août 1994 à Kirov) est un biathlète soviétique. Il est le premier champion olympique et du monde de l'URSS en biathlon.

## Biographie
Vladimir Melanine est à l'origine un fondeur, avant d'opter pour le biathlon, où il est plus en difficulté sur le tir.
Il est champion olympique de l'individuel en 1964, avec plus de 3 minutes d'avance sur son compatriote Aleksandr Privalov, à la faveur d'un tir parfait et d'un ski rapide comme d'habitude, soit le plus grand écart en biathlon aux Jeux olympiques. Il est aussi trois fois champion du monde de cette discipline en 1959, 1962 et 1963. Après une dernière médaille en argent aux Championnats du monde en 1965, il n'apparaît plus au niveau international. Il est deux fois champion d'URSS en 1959 et 1966.
Il devient entraîneur après sa carrière.

## Palmarès

### Jeux olympiques d'hiver
| Épreuve / Édition    | Individuel                     |
| -------------------- | ------------------------------ |
| JO 1960 Squaw Valley | 4e                             |
| JO 1964 Innsbruck    | Médaille d'or, Jeux olympiques |

### Championnats du monde
- Mondiaux 1959 à Courmayeur :
  -  Médaille d'or sur l'individuel.
  -  Médaille d'or par équipes.
- Mondiaux 1962 à Hämeenlinna :
  -  Médaille d'or sur l'individuel.
  -  Médaille d'or par équipes.
- Mondiaux 1963 à Seefeld :
  -  Médaille d'or sur l'individuel.
  -  Médaille d'or par équipes.
- Mondiaux 1965 à Elverum :
  -  Médaille d'argent par équipes.

## Distinctions
Vladimir Melanin a reçu les récompenses suivantes :
- Ordre de l'Insigne d'honneur
- Ordre du Drapeau rouge du Travail
- Maître émérite du sport de l'URSS
- International Biathlon Union Honorary Award